# Clasmodosaurus spatula
Clasmodosaurus spatula (gr. “fragmento de diente con forma de espatula”) es la única especie conocida del género dudoso  extinto  Clasmodosaurus  de dinosaurio saurópodo posiblemente un titanosauriano, que vivió a finales del período Cretácico hace aproximadamente 85 millones de años, en el Santoniense. Encontrado en Argentina, y descrito por primera vez por Florentino Ameghino en 1898 que lo llamó Clasmodosaurus spatula, está basado en solo tres dientes fosilizados, y se lo considera nomen dubium. Se lo consideró como un terópodo por algún tiempo.
Clasmodosaurus fue nombrado por Florentino Ameghino en 1898, tras lo cual permaneció relativamente desconocido durante décadas después de su descubrimiento. Fue identificado originalmente como un saurópodo, pero Friedrich von Huene sugirió que podría ser un celurosaurio o un sinónimo de Loncosaurus, al cual él consideraba como un carnosaurio. Como Loncosaurus, su taxonomía permaneció sin resolverse, siendo considerado como un terópodo en las raras ocasiones en que era mencionado. Sin embargo, Jaime Powell sugirió que era un género dudosos de saurópodo en 1986, una identificación que ha sido aceptada desde entonces. Como ocurre en los diplodocoideos y titanosaurios, tenía coronas dentales estrechas, por lo cual es considerado típicamente como un titanosaurio como muchos otros saurópodos del Cretácico Superior. Los dientes de Clasmodosaurus spatula eran de forma poligonal al ser observados en sección transversal en lugar de ser redondeados, un rasgo inusual que es observado también en el titanosaurio Bonitasaura salgadoi.